# Il sole di Montecassino
Il sole di Montecassino  è un film del 1945 diretto da Giuseppe Maria Scotese
Soggetto tratto da un'opera originale di Diego Fabbri.
È conosciuto anche con il titolo San Benedetto dominatore dei barbari.

## Trama
Febbraio 1944: alcuni civili fuggono dal bombardamento di Montecassino (raffigurato con filmati reali dei cinegiornali della seconda guerra mondiale). Uno dei profughi, guardando impotente mentre l'abbazia di Montecassino viene rasa al suolo, grida «Dio ci ha abbandonato!». Un monaco dal monastero replica che non è vero: spiega infatti che anche durante la caduta dell'Impero romano d'Occidente a seguito delle invasioni barbariche, in mezzo a devastazioni uguali a quelle della seconda guerra mondiale, Dio riformò nella fede un uomo come San Benedetto da Norcia, che seppe risollevare l'umanità dalla desolazione e dalla miseria e la cui santità contribuì a restaurare la civiltà europea.
A questo punto, il film compie un flashback indietro fino al 500 d.C., quando Benedetto da Norcia, nobile romano destinato a una carriera da avvocato, ma deluso dalle vacuità e inutilità della sua esistenza priva di ideali, lascia il suo patrimonio patrizio privilegiato e si ritira in una grotta, per pregare e meditare in solitudine, disposto a vivere secondo il Vangelo. A poco a poco riunisce una comunità di confratelli, e dedica tutta la sua vita all'insegnamento delle discipline cristiane, diventando santo in questo processo e compiendo diversi miracoli per la gloria di Dio: infatti passano molti anni e dal suo eremo presso Subiaco riesce a mettere pace nelle locali comunità in guerra fra loro, e successivamente fra queste e i Goti invasori. Più tardi, raccolti intorno a sé alcuni compagni, decide di fondare sul monte presso Cassino una grande abbazia destinata a diventare un centro per la cristianità e un messaggio di pace.

## Incassi
Incasso accertato sino a tutto il 31 dicembre 1952: £ 48.000.000.

## Manifesti e locandine
I manifesti del film per l'Italia furono realizzati dal pittore cartellonista Anselmo Ballester.